# NRL 2005
Die NRL 2005 war die achte Saison der National Rugby League, der australisch-neuseeländischen Rugby-League-Meisterschaft. Den ersten Tabellenplatz nach Ende der regulären Saison belegten die Parramatta Eels, die im Halbfinale gegen die North Queensland Cowboys ausschieden. Diese verloren im Finale 16:30 gegen die Wests Tigers, die damit zum ersten Mal die NRL gewannen.

## Tabelle
|      | Team                          | Spiele | Siege | Unent. | Ndlg. | Spiel- punkte | Diff. | Tabellen- punkte |
| ---- | ----------------------------- | ------ | ----- | ------ | ----- | ------------- | ----- | ---------------- |
| 01.  | Parramatta Eels               | 24     | 16    | 0      | 8     | 704:456       | + 248 | 36               |
| 02.  | St. George Illawarra Dragons  | 24     | 16    | 0      | 8     | 655:510       | + 145 | 36               |
| 03.  | Brisbane Broncos              | 24     | 15    | 0      | 9     | 597:484       | + 113 | 34               |
| 04.  | Wests Tigers                  | 24     | 14    | 0      | 10    | 676:575       | + 101 | 32               |
| 05.  | North Queensland Cowboys      | 24     | 14    | 0      | 10    | 639:563       | + 76  | 32               |
| 06.  | Melbourne Storm               | 24     | 13    | 0      | 11    | 640:462       | + 178 | 30               |
| 07.  | Cronulla-Sutherland Sharks    | 24     | 12    | 0      | 12    | 550:564       | - 14  | 28               |
| 08.  | Manly-Warringah Sea Eagles    | 24     | 12    | 0      | 12    | 554:632       | - 78  | 28               |
| 09.  | Sydney Roosters               | 24     | 11    | 0      | 13    | 488:487       | + 1   | 26               |
| 010. | Penrith Panthers              | 24     | 11    | 0      | 13    | 554:554       | ± 0   | 26               |
| 011. | New Zealand Warriors          | 24     | 10    | 0      | 14    | 515:528       | - 13  | 24               |
| 012. | Canterbury-Bankstown Bulldogs | 24     | 9     | 1      | 14    | 472:670       | - 198 | 23               |
| 013. | South Sydney Rabbitohs        | 24     | 9     | 1      | 14    | 482:700       | - 218 | 23               |
| 014. | Canberra Raiders              | 24     | 9     | 0      | 15    | 465:606       | - 141 | 22               |
| 015. | Newcastle Knights             | 24     | 8     | 0      | 16    | 467:667       | - 200 | 20               |

- Da in dieser Saison jedes Team zwei Freilose hatte, wurden nach der Saison zur normalen Punktezahl noch 4 Punkte dazugezählt.

## Playoffs

### Ausscheidungs/Qualifikationsplayoffs
| 9. September 20:00 | Wests Tigers   | 50 : 6 | North Queensland Cowboys | Telstra Stadium, Sydney Zuschauer: 26.463 Schiedsrichter: Paul Simpkins |
| 9. September 20:00 | (14:6) Bericht |        |                          | Telstra Stadium, Sydney Zuschauer: 26.463 Schiedsrichter: Paul Simpkins |

| 10. September 18:30 | Brisbane Broncos | 18 : 24 | Melbourne Storm | Suncorp Stadium, Brisbane Zuschauer: 25.193 Schiedsrichter: Steve Clark |
| 10. September 18:30 | (4:18) Bericht   |         |                 | Suncorp Stadium, Brisbane Zuschauer: 25.193 Schiedsrichter: Steve Clark |

| 10. September 20:30 | St. George Illawarra Dragons | 28 : 22 | Cronulla-Sutherland Sharks | WIN Stadium, Sydney Zuschauer: 19.608 Schiedsrichter: Tony Archer |
| 10. September 20:30 | (4:6) Bericht                |         |                            | WIN Stadium, Sydney Zuschauer: 19.608 Schiedsrichter: Tony Archer |

| 11. September 16:00 | Parramatta Eels | 46 : 22 | Manly-Warringah Sea Eagles | Parramatta Stadium, Sydney Zuschauer: 19.710 Schiedsrichter: Tim Mander |
| 11. September 16:00 | (28:0) Bericht  |         |                            | Parramatta Stadium, Sydney Zuschauer: 19.710 Schiedsrichter: Tim Mander |

### Viertelfinale
| 17. September 19:50 | Melbourne Storm | 16 : 24 | North Queensland Cowboys | Sydney Football Stadium, Sydney Zuschauer: 16.810 Schiedsrichter: Paul Simpkins |
| 17. September 19:50 | (0:16) Bericht  |         |                          | Sydney Football Stadium, Sydney Zuschauer: 16.810 Schiedsrichter: Paul Simpkins |

| 18. September 16:00 | Wests Tigers   | 34 : 6 | Brisbane Broncos | Sydney Football Stadium, Sydney Zuschauer: 36.563 Schiedsrichter: Tim Mander |
| 18. September 16:00 | (10:6) Bericht |        |                  | Sydney Football Stadium, Sydney Zuschauer: 36.563 Schiedsrichter: Tim Mander |

### Halbfinale
| 24. September 19:45 | St. George Illawarra Dragons | 12 : 20 | Wests Tigers | Sydney Football Stadium, Sydney Zuschauer: 41.260 Schiedsrichter: Tim Mander |
| 24. September 19:45 | (6:16) Bericht               |         |              | Sydney Football Stadium, Sydney Zuschauer: 41.260 Schiedsrichter: Tim Mander |

| 25. September 16:00 | Parramatta Eels | 0 : 29 | North Queensland Cowboys | Telstra Stadium, Sydney Zuschauer: 44.327 Schiedsrichter: Steve Clark |
| 25. September 16:00 | (0:18) Bericht  |        |                          | Telstra Stadium, Sydney Zuschauer: 44.327 Schiedsrichter: Steve Clark |

### Grand Final
| 2. Oktober 2005 19:00 | Wests Tigers | 30 : 16        | North Queensland Cowboys                                                         | Telstra Stadium, Sydney Zuschauer: 82.453 Schiedsrichter: Tim Mander |
| 2. Oktober 2005 19:00 | Versuche: Gibbs 18. erh. Richards 35. erh. Laffranchi 45. erh. Fitzhenry 63. erh. Payten 80. erh. Erhöhungen: Hodgson (5/5) | (12:6) Bericht | Versuche: Bowen 8. erh. Norton 55. erh. Sing 76. n.erh. Erhöhungen: Hannay (2/3) | Telstra Stadium, Sydney Zuschauer: 82.453 Schiedsrichter: Tim Mander |

| 1                  | Brett Hodgson      |
| 2                  | Daniel Fitzhenry   |
| 3                  | Shane Elford       |
| 4                  | Paul Whatuira      |
| 5                  | Pat Richards       |
| 6                  | Benji Marshall     |
| 7                  | Scott Prince       |
| 8                  | Anthony Laffranchi |
| 9                  | Robbie Farah       |
| 10                 | John Skandalis     |
| 11                 | Ben Galea          |
| 12                 | Mark O’Neill       |
| 13                 | Dene Halatau       |
| Auswechselspieler: |                    |
| 14                 | Liam Fulton        |
| 15                 | Chris Heighington  |
| 16                 | Bryce Gibbs        |
| 17                 | Todd Payten        |

| 1                  | Matt Bowen         |
| 2                  | Ty Williams        |
| 3                  | Josh Hannay        |
| 4                  | Paul Bowman        |
| 5                  | Matt Sing          |
| 16                 | Justin Smith       |
| 6                  | Johnathan Thurston |
| 8                  | Paul Rauhihi       |
| 9                  | Aaron Payne        |
| 10                 | Shane Tronc        |
| 11                 | Steve Southern     |
| 12                 | Luke O’Donnell     |
| 13                 | Travis Norton      |
| Auswechselspieler: |                    |
| 7                  | Brett Firman       |
| 14                 | David Faiumu       |
| 15                 | Mitchell Sargent   |
| 17                 | Rod Jensen         |

## Statistik
Meiste erzielte Versuche
|    | Name           | Versuche | Verein                       |
| -- | -------------- | -------- | ---------------------------- |
| 1. | Matt Bowen     | 21       | North Queensland Cowboys     |
| 2. | Billy Slater   | 20       | Melbourne Storm              |
| 2. | Colin Best     | 20       | St. George Illawarra Dragons |
| 2. | Pat Richards   | 20       | Wests Tigers                 |
| 5. | Shaun Berrigan | 19       | Brisbane Broncos             |
| 6. | Ty Williams    | 18       | North Queensland Cowboys     |
| 6. | Paul Whaitura  | 18       | Wests Tigers                 |
| 8. | Amos Roberts   | 17       | Sydney Roosters              |
| 9. | Brett Stewart  | 16       | Manly-Warringah Sea Eagles   |
| 9. | David Simmons  | 16       | Cronulla-Sutherland Sharks   |
| 9. | Matt Sing      | 16       | North Queensland Cowboys     |

Meiste erzielte Punkte
|     | Name                 | Punkte | Verein                        |
| --- | -------------------- | ------ | ----------------------------- |
| 1.  | Brett Hodgson        | 308    | Wests Tigers                  |
| 2.  | Luke Burt            | 214    | Parramatta Eels               |
| 3.  | Preston Campbell     | 190    | Penrith Panthers              |
| 4.  | Luke Covell          | 186    | Cronulla-Sutherland Sharks    |
| 5.  | Hazem El Masri       | 180    | Canterbury-Bankstown Bulldogs |
| 6.  | Matt Orford          | 172    | Melbourne Storm               |
| 7.  | Josh Hannay          | 152    | North Queensland Cowboys      |
| 8.  | Stacey Jones         | 147    | New Zealand Warriors          |
| 9.  | Clinton Schifscofske | 142    | Canberra Raiders              |
| 10. | Michael Witt         | 140    | Manly-Warringah Sea Eagles    |